# フェカリス菌FK-23
エンテロコッカス・フェカリス（ Enterococcus faecalis strain）は、乳酸菌の一種であるエンテロコッカス科エンテロコッカス属の株の一つである。

## 概要
1986年に健常なヒトから分離・同定された乳酸菌株。国内で最初にエンテロコッカス・フェカリスの加熱処理菌を用いた研究がフェカリス株で行われ、その結果、エンテロコッカス属加熱処理菌体の免疫調節作用に関わる多くの特許が取得されている。乳酸菌フェカリス株の加熱処理菌体は、強い免疫調節作用を持つとされている。

## 免疫調節作用と安全性
フェカリス株の加熱処理菌体を用いた研究で、免疫賦活作用、抗腫瘍作用、抗ガン剤の副作用軽減、C型肝炎改善作用、感染症抑制作用、整腸作用などが報告されている。生菌に比べ加熱処理菌体ではこれらの免疫調節作用がより強いことや、加熱処理菌体の服用による副作用は報告されておらず、ヒト臨床試験においても安全性が確認されている。